# Samantha Smith (gymnastique)
Pour les articles homonymes, voir Samantha Smith (homonymie) et Smith.
Samantha Smith, née en 1992 à Toronto, est une trampoliniste canadienne.

## Carrière
Médaillée de bronze par équipe aux Championnats du monde de trampoline 2011 à Birmingham, elle est médaillée d'argent par équipe aux Championnats du monde de trampoline 2013 à Sofia.
Elle obtient la médaille d'or en trampoline individuel aux Jeux panaméricains de 2019 à Lima.
Elle remporte la médaille de bronze en trampoline par équipe ainsi qu'en trampoline synchronisé avec Rachel Tam aux Championnats du monde de trampoline 2019 à Tokyo.